# اشترمل (تویسرکان)
اشترمل (تویسرکان)، روستایی از توابع بخش مرکزی شهرستان تویسرکان در استان همدان ایران است که سال ۱۳۹۸ بعنوان (( دهکده ی جهانی مبل و منبت گلریز انتخاب شد )).
اشترمل در زبان لری به معنی گردن شتر است به مانند اشترینان یا اشترانکوه بروجرد که به معنی نان شتر و کوه شتر هستند.

## مردم
مردم این روستا مردم لر (lor) و لَک(lak)  هستند و به زبان لری و لَکی سخن می گویند. توده مردم این روستا متشکل از سه ایل و طایفه: سوری ، ترکاشوند(ترکاشون) ، احمدوند(حَمیَن یا حمه وند) هستند و همچین از زیر مجموعه های کوچکی همچون نعمت زاده ، اسب زَر(اِسراد) که از زیر مجموعه طایفه احمدوند میتوان از آنها یاد کرد و در ادامه طایفه های کولیوند و کاروند(کوروند) و عادلی نژاد که زیر مجموعه ایل ترکاشوند هستند و طایفه های سوریفر و حسین‌دوست و دوله که نام خانوادگی خود را از (سوری) به این نام ها تغییر داده اند میتوان جزو زیر مجموعه ایل سوری قرار داد. 

## جمعیت
این روستا در شهرستان تویسرکان قرار دارد و براساس سرشماری مرکز آمار ایران در سال ۱۳۹۵، جمعیت آن ۱۷۷۴ نفر (۵۳۷ خانوار) بوده‌است.